# Пояна-Вадулуй
Пояна-Вадулуй (рум. Poiana Vadului) — село у повіті Алба в Румунії. Адміністративний центр комуни Пояна-Вадулуй.
Село розташоване на відстані 332 км на північний захід від Бухареста, 64 км на північний захід від Алба-Юлії, 69 км на південний захід від Клуж-Напоки, 145 км на північний схід від Тімішоари.

## Населення
За даними перепису населення 2002 року у селі проживали 213 осіб, усі — румуни. Усі жителі села рідною мовою назвали румунську.